# Parque Prado

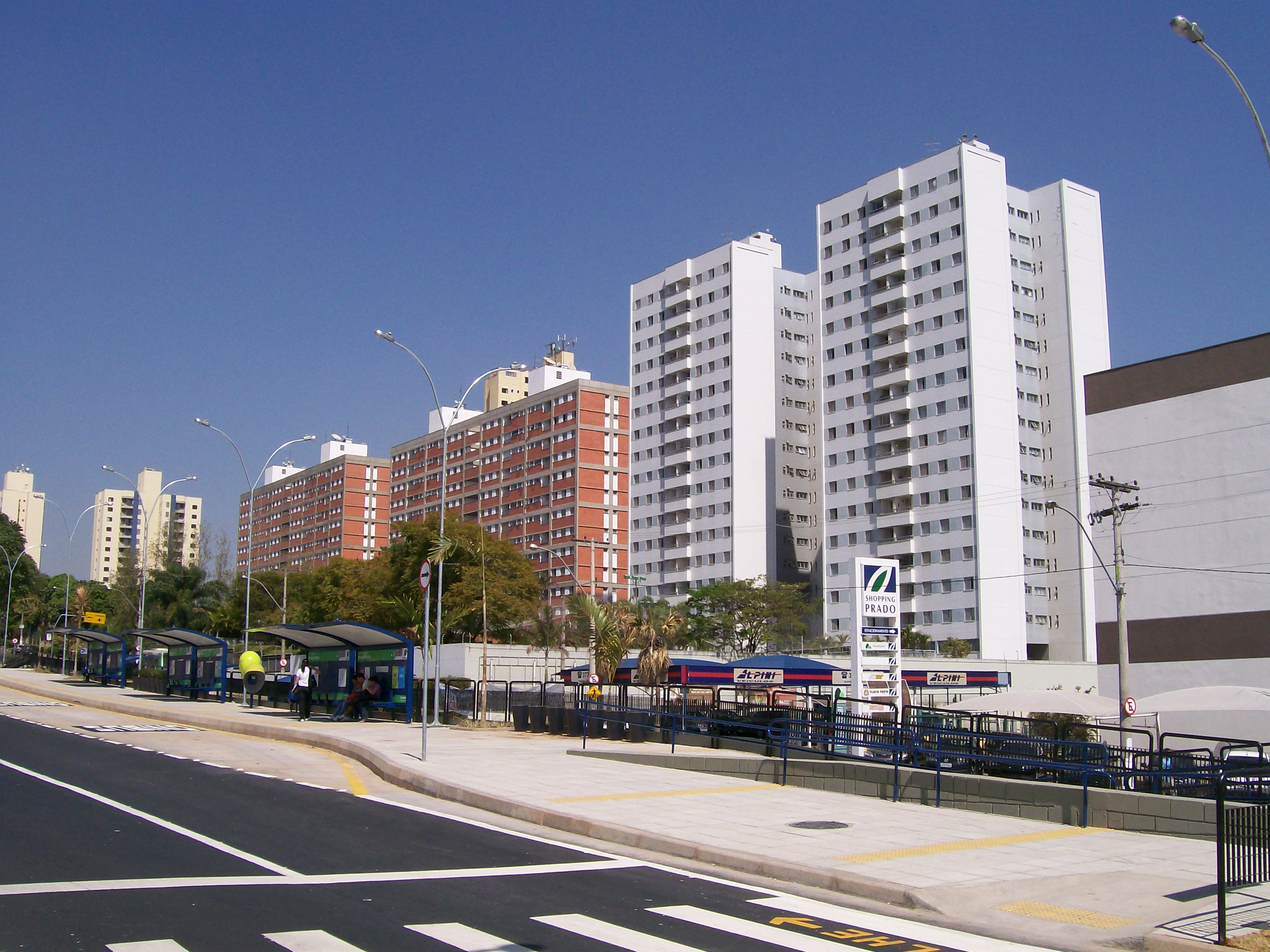
Vista dos prédios da avenida Washington Luís e a Estação de Transferência Parque Prado.

Parque Prado é um bairro de alto padrão localizado na Zona Sul da cidade de Campinas, tendo ao norte e a leste o Jardim das Oliveiras, a sudeste a Vila Ipê, a sudoeste a Vila Campos Sales, a sul o Parque Jambeiro e a oeste o Jardim Nova Europa.
O bairro é formado por vários condomínios fechados verticais e horizontais, de fácil acesso a rodoviais e diversas avenidas da cidade. É um bairro jovem, surgido em meados dos anos 1990 de áreas da antiga fazenda Chácara Eglantina, de propriedade da família Prado.
A construção de novos imóveis faz crescer a população a cada dia, o que vem colaborando para a revitalização de parte da zona sul do município e valorização imobiliária da região. O bairro também é um dos bairros de Campinas que figuraram entre aqueles com maior Índice de Desenvolvimento Humano Municipal (IDHM) do Brasil, que avalia a Longevidade, Educação e a Renda de sua população residente, de acordo com o Atlas do Desenvolvimento Humano das Regiões Metropolitanas e Programa das Nações Unidas para o Desenvolvimento (PNUD).

## Transporte
O bairro localiza-se a 4 km do Centro de Campinas e a 3 km da Rodovia Anhanguera (SP-330) e próximo a ele situa-se o término do trecho norte da Estrada Velha de Campinas (trecho da atual SP-332), a antiga estrada de rodagem para a cidade de São Paulo, cuja extensão é a Avenida Washington Luís.

### Vias principais
- Avenida Washington Luís/Rua Lux Aeterna
- Avenida Maria Emília Alves dos Santos de Ângelis
- Avenida Brunoro de Gasperi
- Avenida Jorge Tibiriçá
- Avenida São José dos Campos
- Avenida Nelsia Vanucci